# Выборы в Европейский парламент в Румынии (2009)
Выборы в Европейский парламент 2009 года в Румынии прошли 7 июня 2009 года в воскресенье. Граждане выбирали своих представителей в Европейском парламенте.

## Предыстория
Выборы евродепутатов в 2009 году последовали сразу после парламентских выборов в ноябре 2008 года, в результате которых была образована «большая коалиция» из двух крупнейших партий — правоцентристской «Демократической либеральной партии» и левоцентристской «Социал-демократической партии». Хотя обе партии образовались из «Фронта национального спасения», альянс между ними был маловероятен из-за их жёсткой конкуренции в последние годы.
Правительство, основанное на этом альянсе, сменило правительство меньшинства «Национальной либеральной партии», обладавшей 19 % мест в парламенте (и неявной поддержкой «Демократической либеральной партии», что давало возможность президенту Траяну Бэсеску влиять на правительство). К 2008 году правительство меньшинства оставило стране 5,5 % бюджетного дефицита, государственный долг достиг 13,5 % ВВП. В этих условиях начало мирового экономического кризиса сменило национальный оптимизм на всеобщую панику. Прогноз о сокращении ВВП в 2009 году (тогда как в 2008 рост составил 8 %) бросил тень неопределенности в отношении практически всей экономики.
Важной особенностью парламентских выборов 2008 года был новый избирательный закон. Он соединил в себе две системы: пропорциональную и мажоритарную. Страна была поделена на одномандатные округа, в которых баллотировались кандидаты от партий. Избранным считался кандидат, набравший более 50 % голосов, он получал место в парламенте. Мандаты тех округов, в которых ни один кандидат не смог набрать достаточно голосов, делятся между партиями, которые преодолели избирательный порог (5 % для партий и не менее 10 % для коалиций). Таким образом, закон позволил гражданам голосовать за личность, а не за список, но при этом сохранил важность результата всей партии. Результатом этого закона стало то, что партия «Великая Румыния», делающая ставку на своего лидера, не смогла войти в парламент. Выборы в Европарламент проводятся по партийной системе, партийное руководство выбирает кандидатов, которых хочет выдвинуть на голосование.

## Предвыборная кампания
Кампания по выборам в Европарламент стала неофициальной подготовкой к Президентским выборам, намеченным на декабрь 2009 года. Так как три главных соперника за этот пост были известны, а также учитывая важность президента в румынской политической системе, три крупнейшие партии Румынии усиленно продвигали своих кандидатов во время кампании.
Средства массовой информации страны, подчёркивая важность участия Румынии в европейском диалоге и европейских выборов в целом, отмечали отсутствие интереса части общества и политиков к событию. Фактически интерес к этим выборам даже среди партий был невысок. Никто из участников не предложил предвыборную платформу к началу кампании. «Демократическая либеральная партия Румынии» не выдвинула вообще никакого нового манифеста, используя в качестве политической программы программу правительственную. «Социал-демократическая партия Румынии» создала специальную политическую платформу, но с ограниченной связью с европейскими делами Румынии. Партия предлагала перезапуск экономики, повышение качества здравоохранения, модернизацию сельского хозяйства и обеспечение прав румын внутри ЕС. Последний пункт, единственный относящийся к ЕС, детально раскрыт не был. «Национальная либеральная партия» добивалась голосов обещаниями о новой энергетической политике, политике в области окружающей среды, привлечении в страну фондов ЕС, реформе европейского бюджета. Был представлен план действий европарламентариев в случае их избрания по выполнению этих задач. Также партия выступала с критикой правительственной коалиции, призывая не верить обещаниям двух крупнейших партий.
«Демократический союз венгров Румынии» позиционировал себя как представитель Трансильвании (где живёт большинство румынских венгров) в Брюсселе и подчёркивал необходимость солидарности с национальными меньшинствами. Партия поставила на одно из первых мест в списке кандидатов в депутаты известного политика Ласло Тёкеша, который участвовал в выборах в Европейский парламент в 2007 году и был избран как независимый кандидат. Главный лозунг партии — «Голосуйте за солидарность! Голосуйте за „UDMR“!»
Два события сильно повлияли на предвыборную кампанию и результаты в целом. Во-первых, скандал начала 2009 года — арест миллиардера и лидера партии «Новое поколение» Джиджи Бекали по подозрению в похищении людей. Это привело к формированию альянса его партии с другой экстремистской партией — «Великая Румыния». Часть общества и СМИ посчитали арест незаконной формой политической борьбы. Председатель «Великой Румынии» предложил Бекали стать вторым в списке кандидатов в Европарламент от этой партии.
Во-вторых, решение дочери румынского президента Елены Бэсеску участвовать в выборах в качестве кандидата от «Демократической либеральной партии» и поддержка, которую она получила от партии, стали причиной скандала. Поскольку это предложение вызвало значительное негативное освещение в СМИ и критику со стороны некоторых членов партии, Елена Бэсеску решила стать самовыдвиженцем. Несмотря на это, партия оказывала ей финансовую, логистическую поддержку.

## Результаты
Результаты выборов в Европейский парламент от Румынии
| Альянс «Социал-демократической партии» и «Консервативной партии» | «Прогрессивный альянс социалистов и демократов» | 1504218 | 31,07 | 11 | ▲ 1 |
| «Демократическая либеральная партия Румынии»                     | «Европейская Народная Партия»                   | 1438000 | 29,71 | 10 | ▼ 6 |
| "«Национальная либеральная партия»                               | «Альянс либералов и демократов за Европу»       | 702 974 | 14,52 | 5  | ▼ 1 |
| «Демократический союз венгров Румынии»                           | «Европейская Народная Партия»                   | 431 739 | 8,92  | 3  | ▲ 1 |
| «Великая Румыния»                                                | Независимые депутаты Европейского парламента    | 419 094 | 8,65  | 3  | ▲ 3 |
| Елена Бэсеску                                                    | «Европейская Народная Партия»                   | 204 280 | 4,22  | 1  | ▲ 1 |
| «Крестьянская партия»                                            | «Европейская народная партия»                   | 70 428  | 1,45  | 0  | ▬   |
| Павел Абрахам                                                    |                                                 | 49 864  | 1,03  | 0  | ▬   |
| «Гражданская сила»                                               |                                                 | 19 436  | 0.40  | 0  | ▬   |
| Действительные бюллетени                                         |                                                 | 4840033 | 96,12 |    |     |
| Недействительные бюллетени                                       |                                                 | 194 626 | 3,86  |    |     |
| Всего (явка 27,67 %)                                             | 5035299                                         | —       | —     | 33 |     |
| Источник: ЦИК Румынии                                            |                                                 |         |       |    |     |

Хотя явка, составившая 27,67 %, была предсказана опросами и практически не отличалась от явки на предыдущих выборах в Европарламент (29 %), различие с парламентскими выборами (в 2008 году 45 % от имеющих право пришли голосовать) показывает низкую заинтересованность румын в европейских выборах.
Результаты выборов подтвердили расклад сил в румынской политике, заключающийся в существовании 3 крупных партий. «Социал-демократическая партия» набрала 31,07 % голосов и получила 11 из 33 мест в Европейском парламенте, выделенных для Румынии. 10 получила «Демократическая либеральная партия Румынии» (29.71 %), 5 — «Национальная либеральная партия» (14.52 %), 3 — «Демократический союз венгров Румынии» (8.92 %) и 3 — «Великая Румыния» (8.65 %). Ещё одно место заняла самовыдвиженец Елена Бэсеску (4.22 %).
Обе крупнейшие партии заявили о своей победе. Социал-демократы основывались на данных подсчёта голосов, «Демократическая либеральная партия Румынии» заявила, что Елена Бэсеску была поддержана партией и, чтобы узнать настоящий рейтинг партии, её результат нужно прибавить к результату партии.
«Социал-демократическая партия» заняла первое место в 17 жудецах из 41. Наибольшее количество голосов в жудецах Телеорман (51.68 %), Вранча (48.47 %). Во всех жудецах, где победили социалисты, «Демократическая либеральная партия» на втором месте. «Демократическая либеральная партия» победила в 18 жудецах, причём в 16 из них социал-демократы вторые. Наибольший результат либеральных демократов в Алба (44.45 %) и Нямц (41.91 %).
«Демократический союз венгров Румынии» занял первое место в 6 жудецах (в 5 из них на втором месте « PSD», в одном — «PDL»), в Клуже союз стал вторым (22.51 %), обойдя социалистов. Лучший результат в Харгите (89.4 %) и Ковасне (82.41 %). «Национальная либеральная партия», третья крупная партия, поднялась выше своего уровня только в жудеце Илфов, где она заняла второе место после «PDL» («PDL» 40,32 %, «PNL» 23,91 %).
В Бухаресте «Демократическая либеральная партия» набрала 28,28 % голосов, «Социал-демократическая партия» — 27,87 %. 4 из 6 секторов столицы отдали больше голосов либералам, в двух секторах победили социалисты.